# Open Parc Auvergne-Rhône-Alpes Lyon 2017 - Qualificazioni singolare
Le qualificazioni del singolare del Open Parc Auvergne-Rhône-Alpes Lyon 2017 sono state un torneo di tennis preliminare per accedere alla fase finale della manifestazione. I vincitori dell'ultimo turno sono entrati di diritto nel tabellone principale. In caso di ritiro di uno o più giocatori aventi diritto a questi sono subentrati i lucky loser, ossia i giocatori che hanno perso nell'ultimo turno ma che avevano una classifica più alta rispetto agli altri partecipanti che avevano comunque perso nel turno finale.

## Teste di serie
1. Kyle Edmund (qualificato)
2. Chung Hyeon (qualificato)
3. Nicolás Kicker (qualificato)
4. Renzo Olivo (ultimo turno, Lucky loser)

1. Gastão Elias (qualificato)
2. Tennys Sandgren (ultimo turno, Lucky loser)
3. Quentin Halys (ultimo turno, Lucky loser)
4. Peter Polansky (ultimo turno)

## Qualificati
1. Kyle Edmund
2. Chung Hyeon

1. Nicolás Kicker
2. Gastão Elias

### Lucky loser
1. Renzo Olivo
2. Tennys Sandgren

1. Quentin Halys

## Tabellone qualificazioni

### Legenda
| - Q = Qualificato - WC = Wild card - LL = Lucky loser | - ALT = Alternate - SE = Special Exempt - PR = Protected Ranking | - w/o = Walkover - r = Ritirato - d = Squalificato |

### Sezione 1
|  | Primo turno | Primo turno      | Primo turno      | Primo turno | Primo turno |  |  | Ultimo turno | Ultimo turno    | Ultimo turno    | Ultimo turno | Ultimo turno |  |
|  |             |                  |                  |             |             |  |  |              |                 |                 |              |              |  |
|  | 1           | Kyle Edmund      | Kyle Edmund      | 6           | 7           |  |  |              |                 |                 |              |              |  |
|  |             | Nils Langer      | Nils Langer      | 3           | 5           |  |  | 1            | Kyle Edmund     | Kyle Edmund     | 6            | 6            |  |
|  | WC          | Alexandre Müller | Alexandre Müller | 0           | 4           |  |  | 6            | Tennys Sandgren | Tennys Sandgren | 3            | 4            |  |
|  | 6           | Tennys Sandgren  | Tennys Sandgren  | 6           | 6           |  |  |              |                 |                 |              |              |  |

### Sezione 2
|  | Primo turno | Primo turno    | Primo turno    | Primo turno | Primo turno |  |  | Ultimo turno | Ultimo turno  | Ultimo turno  | Ultimo turno | Ultimo turno |  |
|  |             |                |                |             |             |  |  |              |               |               |              |              |  |
|  | 2           | Chung Hyeon    | Chung Hyeon    | 6           | 6           |  |  |              |               |               |              |              |  |
|  |             | Michael Linzer | Michael Linzer | 4           | 2           |  |  | 2            | Chung Hyeon   | Chung Hyeon   | 6            | 7            |  |
|  |             | Alex de Minaur | 7              | 2           | 68          |  |  | 7            | Quentin Halys | Quentin Halys | 4            | 5            |  |
|  | 7           | Quentin Halys  | 65             | 6           | 7           |  |  |              |               |               |              |              |  |

### Sezione 3
|  | Primo turno | Primo turno     | Primo turno     | Primo turno | Primo turno |  |  | Ultimo turno | Ultimo turno   | Ultimo turno   | Ultimo turno | Ultimo turno |  |
|  |             |                 |                 |             |             |  |  |              |                |                |              |              |  |
|  | 3           | Nicolás Kicker  | Nicolás Kicker  | 6           | 6           |  |  |              |                |                |              |              |  |
|  |             | Alexandar Lazov | Alexandar Lazov | 3           | 4           |  |  | 3            | Nicolás Kicker | Nicolás Kicker | 7            | 6            |  |
|  | Alt         | Andrés Molteni  | 4               | 6           | 3           |  |  | 8            | Peter Polansky | Peter Polansky | 5            | 1            |  |
|  | 8           | Peter Polansky  | 6               | 3           | 6           |  |  |              |                |                |              |              |  |

### Sezione 4
|  | Primo turno | Primo turno       | Primo turno | Primo turno | Primo turno |  |  | Ultimo turno | Ultimo turno | Ultimo turno | Ultimo turno | Ultimo turno |  |
|  |             |                   |             |             |             |  |  |              |              |              |              |              |  |
|  | 4           | Renzo Olivo       | 5           | 6           | 6           |  |  |              |              |              |              |              |  |
|  |             | Tomislav Brkić    | 7           | 2           | 4           |  |  | 4            | Renzo Olivo  | 6            | 3            | 1            |  |
|  | WC          | Elliot Benchétrit | 7           | 3           | 2           |  |  | 5            | Gastão Elias | 1            | 6            | 6            |  |
|  | 5           | Gastão Elias      | 64          | 6           | 6           |  |  |              |              |              |              |              |  |